# Sandarmoj

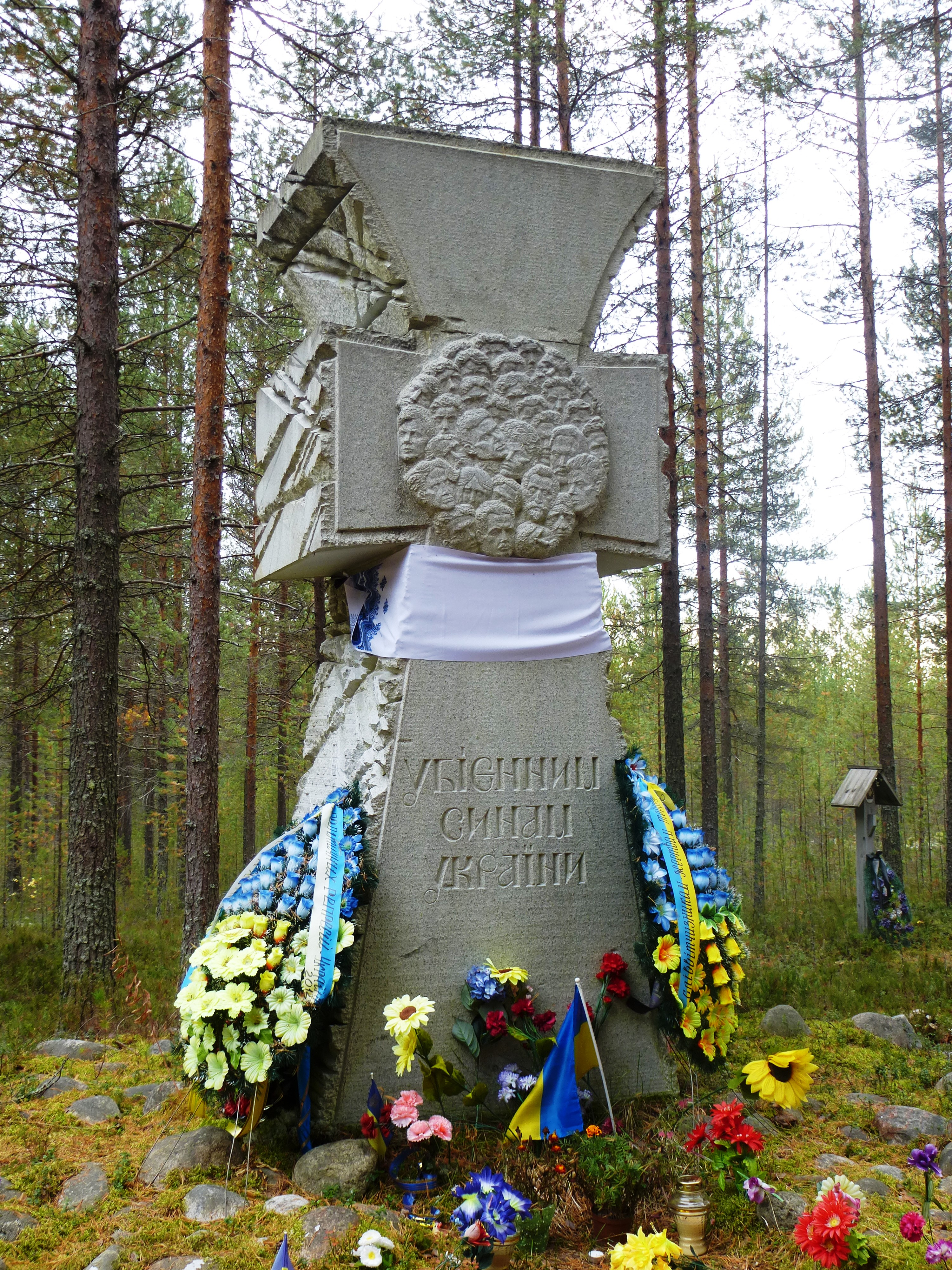
Monumento a los ucranianos ejecutados en Sandarmoj.

Sandarmoj (en ruso: Сандармох; en carelio: Sandarmoh) es un macizo forestal a 12 kilómetros de Medvezhyegorsk, en la República de Carelia, y fue uno de los lugares de ejecución y entierro de las víctimas de la Gran Purga. Cerca de 10 000 personas de 60 etnias diferentes, fueron asesinadas durante un período de 14 meses, entre 1937 y 1938. Muchas de las víctimas eran presos del cercano campo de trabajos forzados de las islas Solovetsky. También aquí yacen los cuerpos de los presos ejecutados en el campo de trabajo BelBaltlag encargado de la construcción del Canal Mar Blanco-Báltico. El sitio es ahora un monumento fúnebre gracias a las investigaciones y esfuerzo del historiador Yuri Dmítriev (Yury A. Dmitriev). 

Debido a sus labores de investigación, en febrero de 2021, Yuri Dmítriev fue condenado a 13 años de colonia bajo unas falsas acusaciones en un juicio secreto. La Asociación Memorial ha llevado su caso ante el Tribunal Supremo de Rusia y el Tribunal Europeo de Derechos Humanos.

## Cementerio conmemorativo
Más de 9000 cuerpos fueron descubiertos después de que se encontraran las fosas comunes en 1997, por miembros de la Sociedad Memorial, y entonces se estableció un cementerio conmemorativo en el lugar. Un cierto número de monumentos de piedra se han construido en recuerdo de las víctimas. 

Según los documentos encontrados en los archivos del Servicio Federal de Seguridad (anteriormente NKVD y KGB), en Arcángel, entre las víctimas había personas de 58 nacionalidades.
Ucrania declaró 2012 como "Año de la Lista de Sandarmoj", en memoria de los miles de intelectuales ucranianos que fueron ejecutados porque inspiraron a su pueblo sentimientos de orgullo nacional e independencia. 

## Víctimas notables
- Nikolái Durnovó, lingüista ruso[9][10]
- Hryhorii Epik, escritor ucraniano
- Nikolay Hrisánfov (fi:Krisun Miikul), escritor carelio[11]
- Mykola Kulish, escritor ucraniano, educador, periodista, dramaturgo
- Les Kurbas, director de teatro ucraniano
- Valerián Pidmohylny, escritor ucraniano
- Mykhailo Póloz, político ucraniano, diplomático, estadista y participante en la negociación del Tratado de Brest-Litovsk
- Kalle Vento, periodista finlandés[12]
- Mykhailo Yalovy, escritor ucraniano, publicista, autor teatral
- Mykola Zerov, poeta ucraniano
- Padre Peter Weigel, sacerdote alemán[13] del Volga
- 141 Americanos finlandeses, que habían inmigrado a la URSS, aparecen como fusilados por la NKVD y enterrados en Sandarmoj en las listas elaboradas por John Earl Haynes y Harvey Klehr, en su libro In Denial: Historians, Communism, and Espionage (2003).[14]
- 127 Finlandeses canadienses fueron también fusilados y enterrados allí.[15]